# Mormopterus kalinowskii
Mormopterus kalinowskii (Thomas, 1893) è un pipistrello della famiglia dei Molossidi diffuso nell'America meridionale.

## Descrizione

### Dimensioni
Pipistrello di piccole dimensioni, con la lunghezza totale tra 79 e 88 mm, la lunghezza dell'avambraccio tra 35 e 38 mm, la lunghezza della coda tra 29 e 35 mm, la lunghezza del piede tra 5 e 7 mm, la lunghezza delle orecchie tra 13 e 17 mm e un peso fino a 7 g.

### Aspetto
La pelliccia è corta e densa. Le parti dorsali sono fulvo-grigiastre, mentre le parti ventrali sono più chiare. Il muso è piatto, largo, con il labbro superiore ricoperto di pliche cutanee superficiali e le narici che si aprono lateralmente. Le orecchie sono biancastre, larghe, triangolari e con l'estremità arrotondata. Il trago è quadrangolare e ben sviluppato, mentre l'antitrago è praticamente assente. Le membrane alari sono nerastre, con il bordo posteriore bianco e attaccate posteriormente sulle caviglie. La coda è lunga, tozza e si estende per più della metà oltre l'uropatagio. Il cariotipo è 2n=48 FNa=56.

## Biologia

### Comportamento
Si rifugia in piccoli gruppi negli edifici. Il volo è molto basso e talvolta viene catturato da gatti.

### Alimentazione
Si nutre di insetti.

## Distribuzione e habitat
Questa specie è diffusa nel Perù occidentale e nel Cile settentrionale.
Vive nelle zone urbane fino a 1.830 metri di altitudine.

## Conservazione
La IUCN Red List, considerato la popolazione presumibilmente numerosa localizzata in un areale relativamente limitato, classifica M.kalinowskii come specie a rischio minimo (Least Concern)).